# オタル・ダネリア
オタル・ダネリア（グルジア語: ოთარ დანელია、グルジア語ラテン翻字: Otar Danelia、1979年9月21日 – ）は、ジョージアの政治家。2014年から2016年までガリバシヴィリ政権およびクヴィリカシヴィリ政権で農業大臣を務めた。

## 生涯
1996年から2000年までジョージア外交アカデミーに在籍し、国際関係論および外交スペシャリストの課程を履修。1997年から2002年までトビリシ国立大学法学部に在籍。
その後、国際連合グルジア監視団補佐官（2001年–2004年）、国際連合コートジボワール活動地域代表（2004年–2007年）を歴任。2008年から2011年まではフランス金融大手ソシエテ・ジェネラルのジョージア子会社バンク・リパブリックにおいてプロジェクトマネージャとプロジェクト・経営分析室長を務め、2011年から2013年まで内部理事と監視・標準化室長を務めた。
2013年から2014年7月までジョージア内務省第一農業次官。2014年7月21日、イラクリ・ガリバシヴィリ首相は内閣改造を発表。翌7月22日にダネリア第一農業次官の農業大臣の指名が発表された。7月25日から7月26日にかけて国会で討論が行われ、7月26日に国会は新内閣の信任を決定した。
2014年11月12日から13日にかけて、イラクリ・ガリバシヴィリ首相がカザフスタンを訪問し、ナザルバエフ大統領およびマシモフ首相と会談を行った。会談にはダネリア農業大臣のほか、ハドゥリ財務大臣、カラーゼエネルギー大臣、クヴィリカシヴィリ経済・持続的発展大臣が同行し、両国の政治・経済協力の強化、人道・文化関係の発展、観光の振興、経済協力委員会の活動などが取り上げられた。
2015年7月14日、ダネリアは中国の韓永賦農業部長の招待により北京を訪問した。ダネリアは韓永賦農業部長との会談で、ジョージアでの茶・絹の生産や灌漑設備の製造に関する経験の共有など、共同の農業プロジェクトの実施について議論した。またダネリアは「ジョージアワインが中国の大きな市場で相応しい地位を獲得するよう望んでいる」と述べた。2015年8月18日、ダネリアはアルメニアのセルゴ・カラペチャンと会談を行い、アルメニアで開始される農業・地方開発のための欧州連合近隣諸国プログラムや、農産物の輸出入などについて議論した。また両国の農業研究機関の協力について合意した。ダネリアは会談後の記者会見において「農業分野での両国の協力には現実的な将来性がある」と述べた。加えて両者は、市場の多角化が両国にとって重要な課題であるとし、欧州連合と深化した包括的自由貿易協定を締結したジョージアと、ユーラシア連合に加盟したアルメニアは、互恵的な協力を発展させることができると述べた。2015年11月2日から11月5日にかけて、ダネリアはディミトリ・クムシシヴィリ経済・持続的発展大臣およびダヴィト・バクラゼ欧州・欧州大西洋統合担当国務大臣とともにガリバシヴィリ首相のエストニア、リトアニア訪問に同行。2015年12月7日、ダネリアはガリバシヴィリ首相およびクヴィリカシヴィリ外務大臣とともにブルガリアを訪問し、ロセン・プレヴネリエフ大統領およびボリソフ首相と会談。輸送・貿易などに関する協力について議論し、両国の農業省の協力に関する覚書に署名を行った。
2016年2月23日、ダネリアはクヴィリカシヴィリ首相らとともにチェコを訪問。ゼマン大統領やソボトカ首相らと会談を行い、両国間の貿易の発展やジョージアに対するチェコからの投資の見通しについて議論した。2016年7月19日、ダネリアはクヴィリカシヴィリ首相やディミトリ・クムシシヴィリ経済・持続的発展大臣ら複数の閣僚とともにトルコを訪問。
2016年9月9日、ダネリアは国会選挙への出馬のため、農業大臣を辞任した。クヴィリカシヴィリ首相はレヴァン・ダヴィタシヴィリ農業次官を後任に任命した。